# The Reaper (Pintura de Miró)

The Reaper (El campesino catalan en rebeldia)

O Ceifador ("El segador" em espanhol, e "The Reaper", em inglês), também conhecido como O camponês catalão em revolta ("El campesino catalán en rebeldía") foi um grande mural criado por Joan Miró em Paris em 1937 para o pavilhão da República Espanhola na Exposição Internacional de Paris, em 1937 . É provavelmente uma das maiores obras de Miró, foi destruído ou perdido em 1938, e restaram apenas algumas fotografias em preto e branco. 

## Contexto
Miró se mudou com sua família para Paris em 1936 para fugir da Guerra Civil Espanhola . Até 1937, Miró mantinha uma postura apolítica, embora com simpatias republicanas, e este mural foi um protesto contra a violência que assolava seu país de origem, e um ponto de inflexão nos significados de suas obras. Ele criou um selo e um pôster, Aidez l"Espagne, no início de 1937, que mostrava um camponês catalão balançando o punho e usando um chapéu vermelho tradicional (a barretina) da região. 
O pavilhão espanhol foi construído ao lado do pavilhão alemão e foi um projeto moderno dos arquitetos espanhóis Josep Lluís Sert (aluno de Le Corbusier ) e Luis Lacasa Navarro. Consistia de uma caixa de aço e vidro de dois andares, vermelha e marrom, flutuando sobre o térreo. Diversas pinturas e esculturas de artistas espanhóis foram exibidas no interior. Uma escultura de concreto de Alberto Sánchez Pérez, El pueblo español tem um caminho que conduz a uma estrella ("O povo espanhol tem um caminho que leva a uma estrela") foi exibida do lado de fora enquanto a Mercury Fountain de Alexander Calder e a Guernica de Pablo Picasso estavam em exibição no térreo. 

## Pintura
Miró pintou seu mural em junho de 1937, diretamente em painéis de isolamento celotex de 6 pés (1,8m) quadrados. A obra localizava-se no final de um espaço aberto de altura dupla com uma escada e era visível de dois andares. A obra mostra um camponês catalão usando um chapéu de barretina - símbolo da identidade catalã - e segurando uma foice, às vezes mal interpretada por alguns como um símbolo explicitamente comunista, mas pretendida por Miró simplesmente como o instrumento agrícola tradicional do camponês, além de ser uma arma improvisada. A outra mão do camponês faz o republicano saudar o punho cerrado, e seu rosto se contorce em um grito de desespero. 

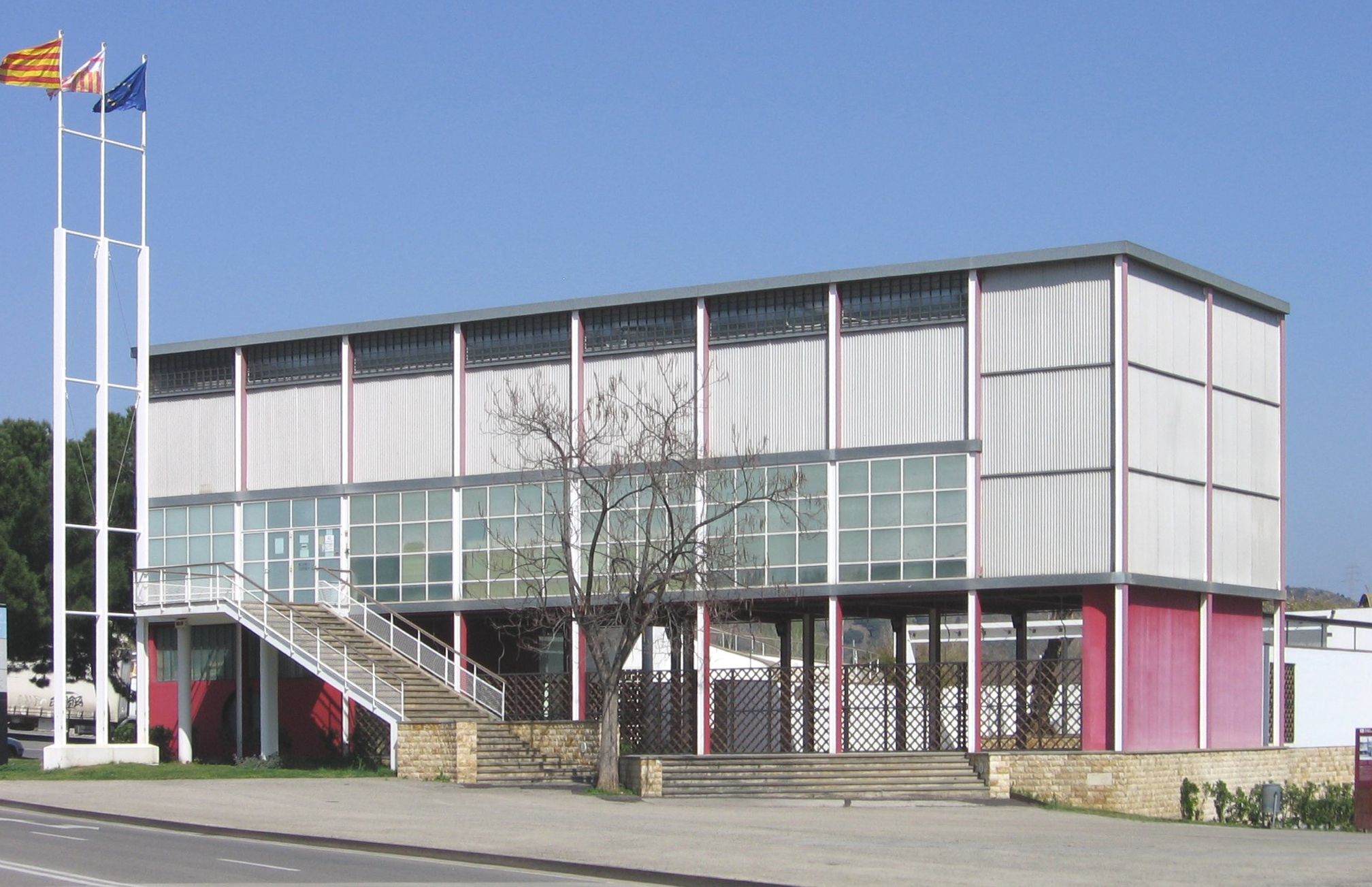
Réplica (construída em Barcelona em 1992) do pavilhão da República Espanhola na Exposição Internacional de Paris de 1937.

O camponês era usado como símbolo do nacionalismo catalão desde o século XVII e era um tema no trabalho de Miró desde a década de 1920. Sert disse em 1968 que o trabalho de Miró foi inspirado por uma música catalã, "Els Segadors" (The Reapers), que acabou se tornando o hino nacional da Catalunha.
A exposição foi encerrada em novembro de 1937 e o mural foi desmontado junto com o restante do pavilhão no início de 1938. Miró doou o mural ao governo espanhol e os seis painéis foram embalados para serem transportados ao Ministério de Belas Artes de Valência. O mural foi posteriormente perdido ou destruído, embora outras obras de Miró no celotex de 1937 sobreviveram. Miró não parecia particularmente preocupado com a perda de seu trabalho, talvez por ter sido ofuscado no pavilhão pela Guernica de Picasso . 
O mural sobrevive apenas em algumas fotografias em preto e branco. Era principalmente preto (queixo, bochecha, olho, ouvido, dentes, braço esquerdo, corpo, dentes), branco (rosto, nariz, pescoço) e tons de vermelho (boné, nariz, bochecha, pescoço, braço direito) . O fundo era verde, azul e amarelo, e incluía uma estrela azul e algum lustre exposto do chão de celotex. 